# Радуга-1
КА «Радуга-1» (индекс ГУКОС — 17Ф15, кодовое название «Глобус») — военный спутник связи третьего поколения входящий в Единую космическую систему спутниковой связи 2-го этапа (ЕССС-2). Его разработка началась в 1985 году в НПО ПМ с целью обеспечить ретрансляцию сигналов связи в C-, X- и L- частотных диапазонах. Изготавливался с 1989 по 2009 год в омском ПО Полёт.

## История
После длительной и успешной эксплуатации КА «Радуга», было принято решение расширить число диапазонов вещания этого спутника и установить на нём новый ретрансляционный комплекс. Для этого в 1977 году СССР зарегистрировал в пяти точках ГСО ретрансляторы GALS X-диапазона (8/7 ГГц) для фиксированной связи и VOLNA L-диапазона (1.6/1.5 ГГц) для подвижной связи.
Хотя полный цикл экспериментальной отработки КА «Глобус» и проходил в НПО ПМ, из-за большой загрузки его завода производство было передано в омское ПО «Полёт». 3 марта 1996 года КА 17Ф15 «Глобус» был принят в эксплуатацию.
Последний спутник из этой серии был запущен 28.02.2009 (Радуга 1-8). Начиная с 2007 года на смену КА 17Ф15 «Радуга-1» пришёл новый усовершенствованный аппарат КА «Радуга-1М».

## Платформа
Как и предыдущая «Радуга» (КА «Грань»), новый КА строился на платформе КАУР-3. Однако для расширения зон уверенного приёма платформа была усовершенствована и были улучшены точность стабилизации её осей в
пространстве и добавлена коррекция орбиты по долготе (EWSK), но не по широте (NSSK). По этой причине, все КА «Радуга-1» (и «Радуга») выводились на орбиту с начальным наклонением 1,4°, которое по законам орбитальной динамики уменьшалось за полтора-два года до нуля, а затем опять начинало расти. Таким образом, в течение всего срока эксплуатации КА, наклонение оставалось приемлемым.
Кроме того, расчётный срок активного существования КА «Глобус» был увеличен до трёх лет. На практике, спутники служат гораздо больше: Радуга 1-1 был стабилизирован в 70°в. д. до конца 1996 г., то есть проработал примерно 7,5 лет. Радуга 1-2 и Радуга 1-3 прожили в точке 49°в. д. по 5.5 лет.

## Предназначение
КА «Радуга-1» является частью Единой космической системы спутниковой связи 2-го этапа (ЕССС-2) которая предназначается для обеспечения организации глобальной засекреченной, помехозащищённой телефонно-телеграфной связи и передачи команд управления в интересах различных ведомств.
Для выполнения этих задач, кроме уже используемых на КА «Грань» ретрансляторов C-диапазона на новом спутнике было решено расширить число диапазонов вещания. В дополнение к ретрансляторам STATSIONAR уже использовавшихся для на КА «Грань», в 1977 г. СССР зарегистрировал в пяти точках ретрансляторы GALS X-диапазона (8/7 ГГц) для фиксированной связи и VOLNA L диапазона (1.6/1.5 ГГц) для подвижной связи.

### Полезная нагрузка
Полезная нагрузка состоит из ретрансляторов C-диапазона, унаследованных от КА «Радуга», а также новых ретрансляторов Ка-, X- и L-диапазонов.
Как и у КА предыдущего поколения, первый из ретрансляторов КА «Радуга-1», «Дельта-1» C-диапазона, разрабатывался в московском НИИ радиосвязи и служит для передачи телефонно-телеграфной информации для стратегической и оперативной связи в интересах Министерства обороны, а также правительственной связи. «Дельта-1» имеет полосу пропускания 36 МГц, выходную мощностью 10 Вт и ЭИИМ — 33 дБВт
.
Ретрансляторы «Дельта-2» мощностью 8 Вт были зарегистрированы в Международном комитете регистрации частот (МКРЧ; ныне — Сектор радиосвязи МСЭ (МСЭ-R)) под названиями «Стационар» и «Стационар-Д». Они служили для передачи на сеть станций «Орбита» телевизионных программ.
Новые ретрансляторы X-диапазона были заявлены в МКРЧ под наименованием «Галс» (обозначения от Gals-1 до Gals-18, исключая Gals-13). Они служат для обеспечения правительственной и военной связи.
Кроме того, на КА «Радуга-1» размещаются ретрансляторы «Волна» L-диапазона (1,5/1,6 ГГц) для связи с воздушными и наземными транспортными средствами.
Также на борту устанавливается аппаратура для работы в диапазоне миллиметровых волн (ретрансляторы «Тор» с частотой 20 / 42-44 ГГц), многолучевые антенны и используются более совершенные методы обработки сигналов на борту КА, за счет чего повышается пропускная способность и помехозащищённость спутниковых каналов.

## Список КА «Радуга-1» («Глобус», 17Ф15)
После запуска второго усовершенствованного КА Радуга-1М в конце января 2010 года, КА Радуга 1-7 был переведён из позиции 85°в. д. в позицию 128°в. д., где он осуществлял коррекцию по долготе до декабря 2010 года. Ожидавшаяся коррекция в феврале 2011 не была произведена, что означает выработку топлива на спутнике и прекращение его активной эксплуатации. Кроме того, в связи с отсутствием на спутнике функции коррекции по широте, наклонение Радуга 1-7 в 2010 году уже превышало 5 градусов, что затрудняет работу с ним через фиксированные антенны (спутник уже не является геостационарным).
В связи с этим, Радуга 1-8 является последним КА Радуга-1, всё ещё продолжающим работу в системе.
| Радуга 1-1 | Глобус № 11Л | 21.06.1989 | 49°/70°в. д. | конец 1996      | 7,5 лет        | «Протон-К» с Блок ДМ  | 1989-048A | 20083 |
| Радуга 1-2 | Глобус № 12Л | 27.12.1990 | 49°в. д.     | середина 1996   | 5,5 лет        | «Протон-К» с Блок ДМ2 | 1990-116A | 21038 |
| Радуга 1-3 | Глобус № 13Л | 05.02.1994 | 49°в. д.     | август 1999     | 5,5 лет        | «Протон-К» с Блок ДМ2 | 1994-008A | 22981 |
| Радуга 1-4 | Глобус № 15Л | 28.02.1999 | 35°в. д.     | дата неизвестна |                | «Протон-К» с Блок ДМ2 | 1999-010A | 25642 |
| Радуга 1-5 | Глобус № 16Л | 28.08.2000 | 49°в. д.     | апрель 2009     | 8,5 лет        | «Протон-К» с Блок ДМ2 | 2000-049A | 26477 |
| Радуга 1-6 | Глобус № 14Л | 06.10.2001 | 85°в. д.     | февраль 2006    | более 4 лет    | «Протон-К» с Блок ДМ2 | 2001-045A | 26936 |
| Радуга 1-7 | Глобус № 17Л | 27.03.2004 | 128°в. д.    | февраль 2011    | 7 лет          | «Протон-К» с Блок ДМ2 | 2004-010A | 28194 |
| Радуга 1-8 | Глобус № 18Л | 28.02.2009 | 12° в. д.    | В эксплуатации  | В эксплуатации | «Протон-К» с Блок ДМ2 | 2009-010A | 34264 |

В таблице приведены точки стояния спутников во время их штатной эксплуатации. Как только спутник перестает использоваться и коррекции его орбиты перестают осуществляться, он начинает дрейфовать под воздействием притяжения Луны, Солнца и неоднородностей земной гравитации. Так, например, Радуга 1-7 с февраля по сентябрь 2011 года сместился из точки 128° в. д. в 73° в. д. (позиции посчитаны на основе данных NORAD для эпохи Sat Sep 24 2011 16:17:13 GMT+0200).